# Nosymna obnubila
Nosymna obnubila is een vlinder uit de familie van de stippelmotten (Yponomeutidae). De wetenschappelijke naam van de soort werd in 1916 gepubliceerd door Durrant.